# Allen & Ginter

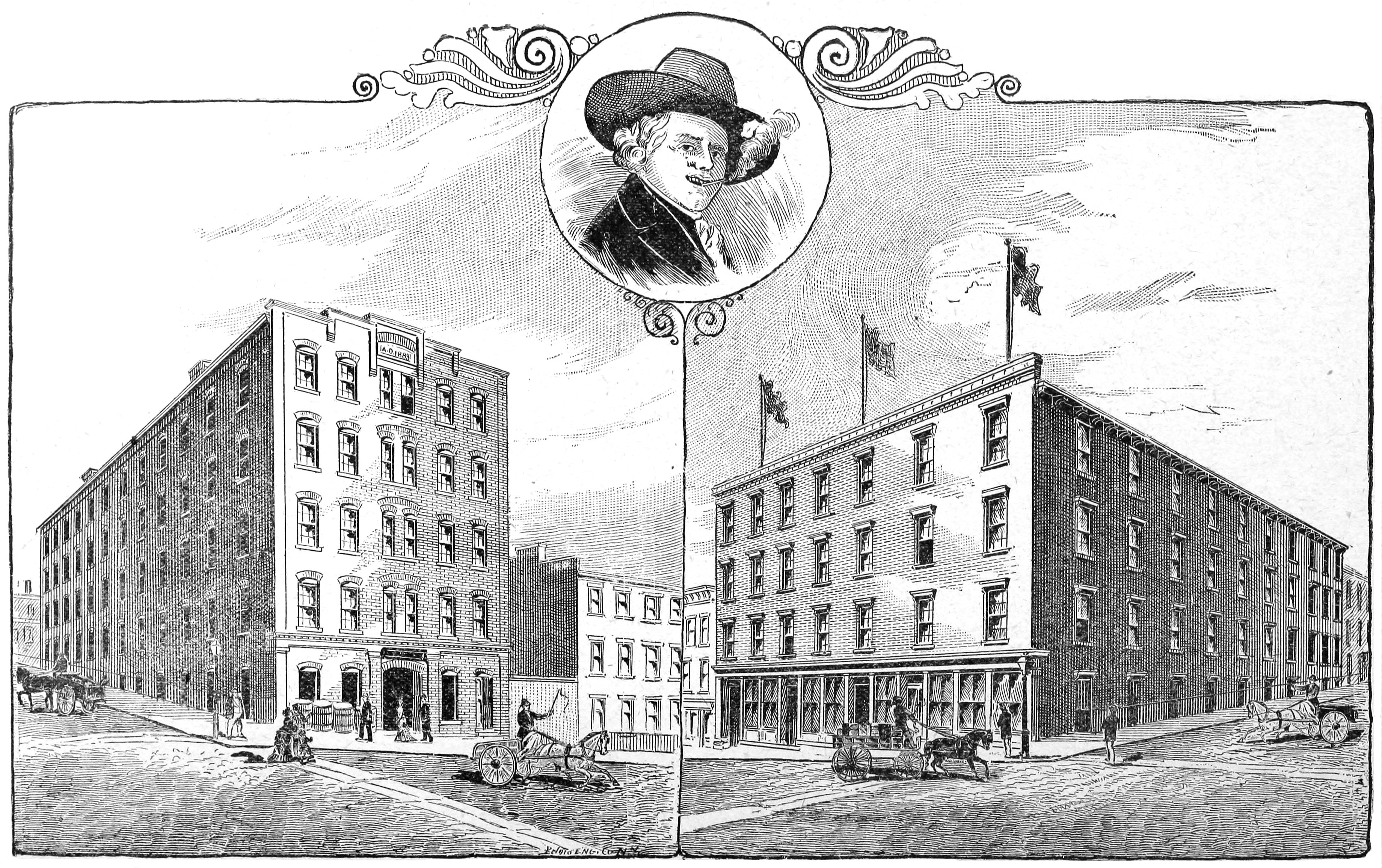
Una stampa del simbolo e dei magazzini della Allen & Ginter di Richmond, in Virginia, da un catalogo promozionale del 1886.

La Allen & Ginter è stata un'azienda statunitense attiva nell'industria del tabacco, con sede a Richmond, in Virginia.
Fondata da John Allen e Lewis Ginter nel 1865, la Allen & Ginter è stata la prima azienda a produrre e commercializzare le figurine delle sigarette, dapprima semplici cartoncini promozionali e divenute poi nel tempo veri e propri oggetti da collezione. Alcune delle figurine delle diverse serie raffiguravano personaggi come Charles Comiskey, Cap Anson, Jack Glasscock e Buffalo Bill.
Dal 2006, lo storico marchio di figurine è stato ripubblicato dalla statunitense Topps.

## Storia
Il primo stabilimento produttivo della Allen & Ginter fu fondato a Richmond, in Virginia, nel 1865. Nel 1882 uno dei due fondatori, John Allen, decise di ritirarsi dagli affari lasciando tutto in mano al suo socio, Lewis Ginter, il quale mantenne comunque la precedente denominazione dell'azienda e trovò un nuovo socio in John Pope.
Nel frattempo l'azienda era divenuta la più grande produttrice di derivati del tabacco degli Stati Uniti d'America, arrivando ad avere, nel 1882, ben 450 operaie addette alla produzione (la Allen & Ginter fu la prima azienda del settore del tabacco ad impiegare manodopera femminile).
Data la sempre maggior domanda di sigarette da parte dei consumatori di tabacco, tutti quelli che nel 1880 erano i più grandi produttori dell'epoca, quindi la Allen & Ginter, la William S. Kimball & Company di Rochester, New York, la Kinney Tobacco e la Goodwin & Company, entrambe di New York, che insieme detenevano il controllo dell'80% del mercato, capirono di dover puntare sulla meccanizzazione e sull'automazione del processo di produzione e, nel 1875, la Allen & Ginter offrì addirittura un premio di 75.000 dollari per chi avesse presentato un prototipo di macchina funzionante per l'arrotolomento delle sigarette. I primi tentativi di automazione non furono però fortunati poiché la forma delle sigarette prodotte era del tutto irregolare e il contenuto non era omogeneamente distribuito; di fatto, il prodotto era di bassa qualità e del tutto non gradito al consumatore.
Il premio fu infine vinto nel 1880/81 da James Albert Bonsack che progettò e realizzò una macchina per la produzione automatica di sigarette che nella sua versione finale, dopo vari miglioramenti, brevettati nell'ottobre 1881, riusciva a produrre 200 sigarette al minuto e circa 120.000 al giorno garantendo inoltre il dimezzamento dei costi di produzione di ogni unità. Una rivoluzione incredibile se si pensa che un addetto esperto alla produzione riusciva a fabbricare quattro sigarette al minuto e circa 200 in un'ora.
Nel 1882, la prima azienda ad ordinare una macchina alla neonata ditta di Bonsack, la Bonsack Machine Company, fu proprio la Allen & Ginter che però poi, commettendo uno dei più grossi errori della storia dell'industria moderna, annullò l'ordine quando i vertici dell'azienda si convinsero, contrariamente a quanto pensato prima, del fatto che i clienti non avrebbero visto di buon occhio un prodotto di fattura non artigianale.
Chi veramente intuì il potenziale della macchina fu invece James Buchanan Duke, proprietario della "W. Duke & Sons", una fabbrica di tabacco da pipa fondata nel 1865 da suo padre, il quale, nel 1884, mentre i suoi concorrenti stavano ancora esitando in quanto restii ad abbandonare la tradizionale produzione, installò due macchine della Bonsack Machine Company nel suo stabilimento di Durham, nella Carolina del Nord. La Allen & Ginter, dal canto suo, andò avanti con la produzione manuale arrivando ad avere, nel 1886, più di 1.100 addetti all'arrotolamento delle sigarette, quasi tutti di sesso femminile.
Il destino dell'azienda era però ormai già segnato: nel 1890, ormai divenuto padrone del mercato, Duke inglobò i suoi quattro maggiori concorrenti, inclusa appunto la Allen & Ginter, fondando la American Tobacco Company. La Allen & Ginter cessò quindi di esistere ma Lewis Ginter ottenne un posto nel consiglio di amministrazione della American Tobacco Company. Dopo lo smembramento della American Tobacco Company, avvenuto nel 1911, lo storico stabilimento della Allen & Ginter di Richmond fu assegnato dalla Corte Suprema statunitense alla Liggett & Myers, poi trasformatasi nel Gruppo Liggett.

## Figurine delle sigarette

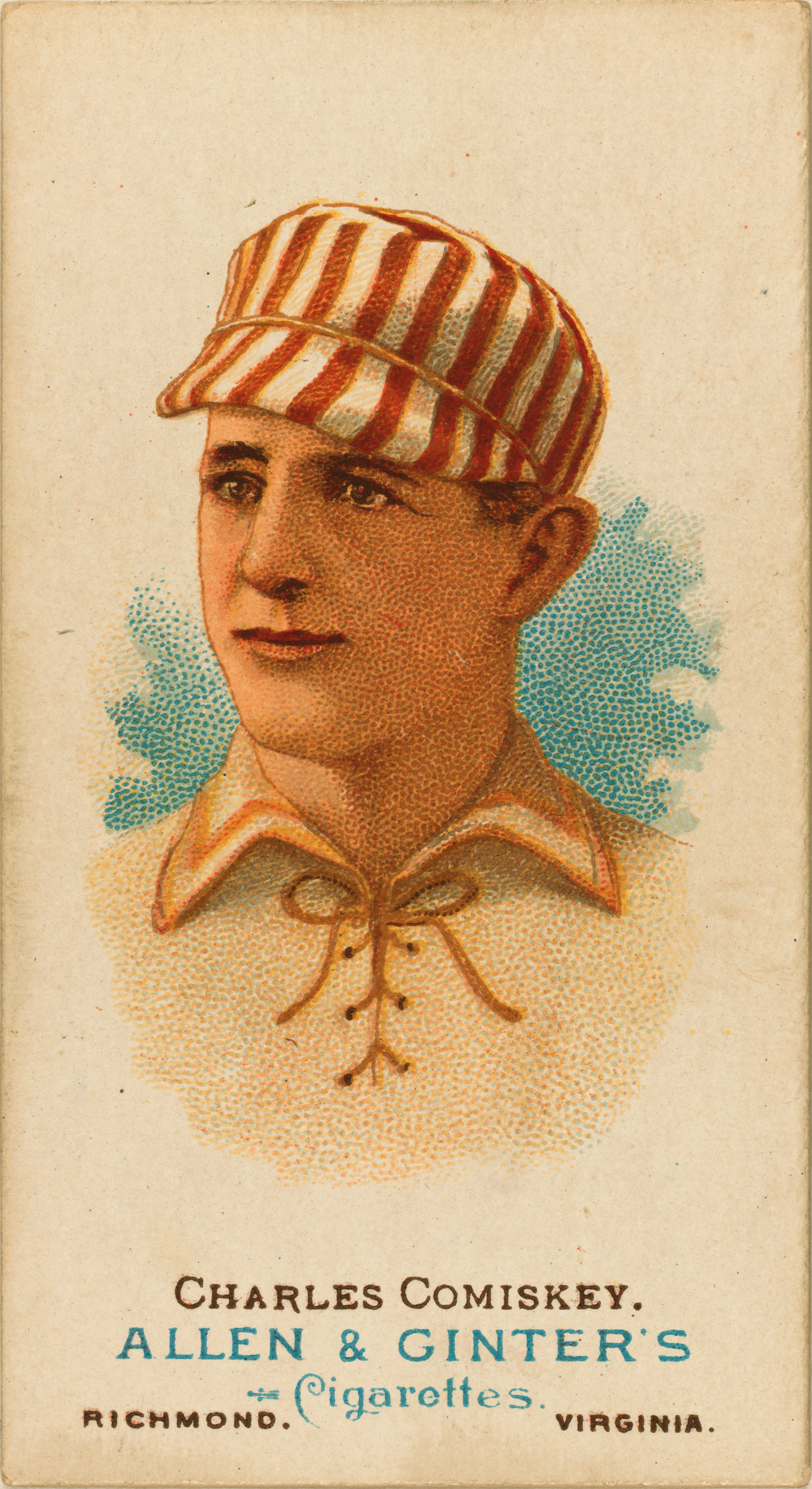
Una figurina del baseball ritraente Charles Comiskey rilasciata dalla Allen & Ginter nel 1887 (set N28).

Le marche di sigarette prodotte e commercializzate dalla Allen & Ginter includevano le Richmond Gems, le Virginia Brights, le Perfection, le Dandies e le Little Beauties. Assieme a questi prodotti venivano distribuiti anche diversi set di gadget promozionali tra cui cartoncini pubblicitari dapprima inseriti per rinforzare il dorso del pacchetto e poi divenuti, nel tempo, vere e proprie carte da collezione. Oggi, dopo più di cento anni dalla chiusura dell'azienda, il più popolare di questi set di figurine è il cosiddetto "1888 N28 Allen & Ginter", raffigurante giocatori di baseball.
A partire dal 2006 la Topps, un'azienda statunitense produttrice di caramelle, gomme da masticare e figurine, ha rilanciato il marchio di figurine Allen & Ginter, rilasciando set di figurine raffiguranti sia giocatori di baseball odierni che personaggi televisivi come Wee-Man o storici come Davy Crockett.